# Esa chica es mía
Esa chica es mía es el título del álbum debut de estudio grabado por el intérprete español Sergio Dalma. Fue lanzado al mercado por la empresa discográfica Horus en 1989 con diez canciones. Con posterioridad, aprovechando el éxito del segundo álbum de Sergio Dalma, a finales de 1991 se editó una segunda edición de Esa chica es mía que incluía las versiones en italiano de Esa chica es mía y Bailar pegados.

## Lista de canciones
| Esa chica es mía |                              |                                                       |          |  |
| N.º              | Título                       | Escritor(es)                                          | Duración |  |
| 1.               | «Esa chica es mía»           | Alex Soler · Joseph Llobell · Luis Gómez-Escolar      | 4:00     |  |
| 2.               | «Te quiero mamma»            | Alex Soler · Amado Jaén · Sergio Soler                | 4:00     |  |
| 3.               | «Amor en carretera»          | Joseph Llobell · Luis Gómez-Escolar                   | 3:47     |  |
| 4.               | «Soy tremendo»               | Danilo Alberto Ciotti · Giosy Capuano · Mario Capuano | 2:57     |  |
| 5.               | «Yo que tú»                  | Joseph Llobell · Luis Gómez-Escolar                   | 3:20     |  |
| 6.               | «Cenicienta desde ayer»      | Joseph Llobell · Luis Gómez-Escolar                   | 2:57     |  |
| 7.               | «Castigado por pensar en ti» | Alex Soler · Luis Gómez-Escolar · Sergio Soler        | 3:50     |  |
| 8.               | «Tesoro»                     | Alex Soler · Luis Gómez-Escolar · Sergio Soler        | 3:54     |  |
| 9.               | «Esta noche tomo la ciudad»  | Amado Jaén                                            | 3:32     |  |
| 10.              | «Loco por ti»                | Sergio Dalma · Xavier Ibáñez                          | 3:40     |  |

La reedición del álbum publicada a finales de 1991 incluyó dos temas adicionales de Sergio Dalma en italiano.
1. Ballare stretti (Bailar pegados versión en italiano) - 4:32
2. La ragazza è mia (Esa chica es mía versión en italiano) - 3:52

## Créditos y personal
- Alex Soler - Productor, arreglos, teclados, bajo
- Josep Llobell Oliver - Productor, ingeniero, arreglos, teclados
- Jordi Bonell - Guitarra acústica
- Joan María Bofill - Saxofón barítono
- Sergio Soler - Batería
- Jean-Marie Ecay - Guitarra eléctrica
- Maurizio Tonelli - Ingeniero
- Lorenzo Fuentes - Fotografías
- Xavier Ibáñez - Piano
- Paco Roman - Programación
- Javier Figuerola - Saxofón Solo
- Alex Valcarcel - Violín
- Barcelona New Strings - Cuerdas
- Francisco Vas - Viola
- Geert Krosenbrink - Cello
- Juan Safont - Cello
- Lloreta Ana Rodríguez - Viola
- Santi Aubert - Violín
- Cesar Peris - Saxofón Tenor
- Juanjo Arrom - Trombón
- Javi Roig - Trompeta
- Nestor Munt - Trompeta
- Grabado y mezclado en Audio-lines y Aurha Studios (Barcelona, España).
- Masterizado por Tim Young en Metrópolis (Londres, Inglaterra, Reino Unido).

- Datos: Q5837413